# بيتر غودال
بيتر غودال (بالإنجليزية: Peter Goodall)‏ هو كاتب غير روائي أسترالي، ولد في 1949.